# Festival Internacional de Cinema de Sant Sebastià 1992
La 40a edició del Festival Internacional de Cinema de Sant Sebastià va tenir lloc entre el 17 i el 26 de setembre de 1992. El Festival s'ha consolidat a la màxima categoria A (festival competitiu no especialitzat) de la FIAPF.

## Desenvolupament
El festival fou inaugurat el 17 de setembre amb la projecció fora de concurs d' El maestro de esgrima. Hi van estar presents el lehendakari José Antonio Ardanza i Joseph L. Mankiewicz, qui va rebre un premi especial i de qui es va projectar De sobte, l'últim estiu.
El dia 18 es van projectar La tarea prohibida i The Legend of the Icon de la secció oficial i Diary of a Hitman i American Me de la Zabaltegi. El 19 es van projectar Tito i ja, The Favour, the Watch and the Very Big Fish i El joc de Hollywood a la secció oficial i Diplomatic Immunity a la Zabaltegi. El 20 es projectaren Un lugar en el mundo, Inside Monkey Zetterland i Unlawful Entry de la secció oficial i Sublet de Chus Gutiérrez a "Nous Realitzadors". Ray Liotta va visitar el festival. El dia 21 es projectaren La reina anónima i Verlorene Landschaft de la secció oficial i Montréal vu par… de la Zabaltegi, el 22 El patrullero i The Footstep Man, el 23 Der Nachbar i Il giardino dei ciliegi el 24 Prorva i Zwolnieni z życia alhora que visitava el festival Lauren Bacall, guardonada amb el Premi Donostia. El 25 es projectaren Goldberg Variációk i Dona blanca soltera busca, i Bitter Moon fou projectada en la clausura. El dia 26 es van entregar els premis.

## Jurat oficial
- Javier Aguirresarobe
- Rock Demers
- Eduardo Galeano
- Şerif Gören
- Nikita Mikhalkov[18]
- Assumpta Serna
- Francesco Maselli
- Luis Puenzo

## Pel·lícules exhibides

### Secció oficial
- Bitter Moon de Roman Polanski (fora de concurs)[19]
- Der Nachbar de Götz Spielmann
- El maestro de esgrima de Pedro Olea (fora de concurs)
- Goldberg Variációk de Ferenc Grünwalsky
- El patrullero d'Alex Cox
- Il giardino dei ciliegi d'Antonello Aglioti
- Inside Monkey Zetterland de Jefery Levy
- La reina anónima de Gonzalo Suárez
- La tarea prohibida de Jaime Humberto Hermosillo
- Les Enfants du paradis de Marcel Carné (fora de concurs)
- Prorva d'Ivan Dikhovitxni
- Dona blanca soltera busca de Barbet Schroeder
- De sobte, l'últim estiu de Joseph L. Mankiewicz (fora de concurs)
- Teodora, imperatrice di Bisanzio de Riccardo Freda (fora de concurs)
- The Favour, the Watch and the Very Big Fish de Ben Lewin
- The Footstep Man de Leon Narbey
- The Legend of the Icon de Rodoh Seji
- El joc de Hollywood de Robert Altman (fora de concurs)
- Tito i ja de Goran Marković
- Un lugar en el mundo d'Adolfo Aristarain
- Unlawful Entry de Jonathan Kaplan (fora de concurs)
- Verlorene Landschaft d'Andreas Kleinert
- Zwolnieni z życia de Waldemar Krzystek

### Zabaltegi (Zona oberta)
- American Me d'Edward James Olmos
- Benny's Video de Michael Haneke
- Complicazioni nella notte de Sandro Cecca
- Diary of a Hitman de Roy London
- Die Blaue Stunde de Marcel Gisler
- Diplomatic Immunity de Sturla Gunnarsson
- Édes Emma, drága Böbe d'István Szabó
- Edward II de Derek Jarman
- Europa Europa d'Agnieszka Holland
- Fool's fire de Julie Taymor
- In the soup d'Alexandre Rockwell
- Koniec Gry de Feliks Falk
- Balanţa de Lucian Pintilie
- Montréal vu par… de Denys Arcand, Michel Brault, Atom Egoyan, Léa Pool i Patricia Rozema
- Prelude to a kiss de Norman René
- Qiū Jú dǎ guānsi de Zhang Yimou
- Samantha de Stephen La Rooque
- Samostoiatelnaia jizn de Vitali Kanevski
- Symbiopsychotaxiplasm de Willian Greaves
- Tango argentino de Goran Paskaljević
- Shisheng Huamei de Sheng-Fu Cheng
- Tuī Shǒu d'Ang Lee
- La llei de les armes de John Frankenheimer

### Retrospectives
Les retrospectives d'aquest any són la otra orilla i Bienvenido, Mr. Cassavetes, en la que es va projectar Faces i Husbands però no altres com Mikey and Nicky i Un gran embolic.

## Palmarès
Els premis atorgats en aquesta edició foren:
- Conquilla d'Or a la millor pel·lícula (200.000 ecus): Un lugar en el mundo d'Adolfo Aristarain
- Premi Especial del Jurat: Zwolnieni z życia de Waldemar Krzystek
- Conquilla de Plata al millor director: Goran Marković per Tito i ja
- Conquilla de Plata a la millor actriu: Krystyna Janda per Zwolnieni z życia de Waldemar Krzystek
- Conquilla de Plata a Dimitrie Vojnov per Tito i ja
- Conquilla de Plata al millor actor: Roberto Sosa, per El patrullero d'Alex Cox
- Premi Kutxa per Nous Realitzadors (45.000 dòlars): Langer gang de Yılmaz Arslan
- Premi documental de creació: The JFK Assassination-The Jim Garrison Tapes, de John Barbour
- Premi Públic Jove al documental de creació: Hobo de John T. Davis [23]
- Premi de la Joventud: Abracadabra de Harry Cleven
- Premi Fipresci: Der Nachbar de Götz Spielmann
- Premi OCIC: Un lugar en el mundo d'Adolfo Aristarain
- Premio CICAE: Der Nachbar de Götz Spielmann
- Premi Autor-92 de la SGAE: Harry Cleven, pel seu guió a Abracadabra
- Premi Donostia: Lauren Bacall